# Eparchie kostanajská
Eparchie Kostanaj je eparchie ruské pravoslavné církve nacházející se v Kazachstánu.

## Území a titul biskupa
Zahrnuje správní hranice území Kostanajské oblasti.
Eparchiálnímu biskupovi náleží titul biskup kostanajský a rudnyjský.

## Historie
Dne 13. listopadu 1914 byl zřízen kustanajský vikariát orenburské eparchie. Kostanajští biskupové sídlili v Orenburgu.
Roku 1918 byla vznešená otázka zřízení samostatné kustanajské eparchie ale návrh byl odložen.
Dne 12. března 1934 byla rozhodnutím Prozatímního patriarchálního Svatého synodu zřízena eparchie kustanajská, která zanikla roli 1937.
Dne 6. října 2010 byla rozhodnutím Svatého synodu zřízena eparchie kostanajská a to oddělením území ze šymkentské a oralské eparchie. Stala se součástí Kazachstánského metropolitního okruhu.
Dne 5. října 2011 byla z části území eparchie zřízena eparchie petropavlská.

## Seznam biskupů

### Kostanajský vikariát orenburské eparchie
- 1914–1916 Serafim (Alexandrov)
- 1916–1916 Leontij (von Wimpffen) svatořečený mučedník
- 1916–1922 Dionisij (Prozorovskij)
  - 1919–1922 Serafim (Alexandrov) dočasný správce
- 1924–1925 Nikolaj (Amasijskij)
- 1925–1930 Timon (Rusanov)
- 1930–1930 Alexandr (Rajevskij)

### Kustanajská eparchie
- 1934–1935 Alexandr (Rajevskij)
  - 1936–1937 Serafim (Zborovskij)

### Kostanajská eparchie
- 2010–2020 Anatolij (Aksjonov)
  - od 2020 Alexandr (Mogiljov) dočasný správce